# Asplenium artanense
Asplenium artanense là một loài dương xỉ trong họ Aspleniaceae. Loài này được Rosselló, Cubas, Gradaille & B. Sastre mô tả khoa học đầu tiên.
Danh pháp khoa học của loài này chưa được làm sáng tỏ. 